# Gamelin (évêque)
Pour les articles homonymes, voir Gamelin (homonymie).
Gamelin (mort en 1271) était évêque de Saint Andrews au XIIIe siècle et fut régent pendant la minorité du roi Alexandre III d'Écosse de 1251 à 1255 et Lord Chancelier d'Écosse.

## Biographie
Gamelin est également de 1254 à 1255 Chancelier du roi  Alexandre III d'Écosse ainsi que chapelain pontifical. Il postule au siège épiscopal pendant le Carême de 1255, et reçoit sa confirmation du pape Alexandre IV le 1er juillet 1255, malgré un apparent « défaut de naissance ».  Malgré ses liens étroits avec le roi, Gamelin est l'un des partisans de la famille  Comyn, et il est banni du royaume en 1256 l'année suivant celle où le rival des Comyn Alan Durward s'empare du pouvoir. Après la chute de  Durward, il obtient de revenir en Écosse et meurt en 1271 à  « Inchmurdauch » (c'est-à-direː  Innse Muiredaich). 

## Source de la traduction
- (en) Cet article est partiellement ou en totalité issu de l’article de Wikipédia en anglais intitulé « Gamelin (bishop) » (voir la liste des auteurs).